# ダーム・フロン
ダーム・フロン（Daam Foulon, 1999年3月23日 - ）は、ベルギー・アントウェルペン州メヘレン出身のサッカー選手。KVメヘレン所属。ポジションはDF。

## クラブ経歴
2015年にRSCアンデルレヒトのユースアカデミーに入所。しかし、トップチーム昇格には至らず、2018年にワースラント＝ベフェレンと契約。4月8日のUEFAヨーロッパリーグ出場権獲得プレーオフのSVズルテ・ワレヘム戦でプロデビュー。以降出場機会が増え、2019-20シーズンはリーグ戦23試合に出場した。
2020年8月24日、ベネヴェント・カルチョと2023年までの契約を締結したことが発表された。
2023年7月7日、KVメヘレンに2年契約で移籍した。

## 代表歴
2014年から各ユース世代のベルギー代表に随時招集され、2016年にはアゼルバイジャンで開催されたUEFA U-17欧州選手権2016にU-17代表で出場。決勝トーナメントに進出するも、準々決勝でドイツに敗れた。